# Viking Grace
Il Viking Grace è un traghetto appartenente alla compagnia di navigazione finlandese Viking Line.

## Servizio
Varato il 10 agosto 2012 nel cantiere navale STX Finland di Turku con il nome di Viking Grace e consegnato il 10 gennaio 2013 alla Viking Line, salpa il 13 gennaio per il suo viaggio inaugurale tra Turku, Mariehamn e Stoccolma, interamente completato con l'utilizzo della propulsione a GNL. Dal 15 gennaio prende servizio sulla medesima rotta in sostituzione dell'Isabella.

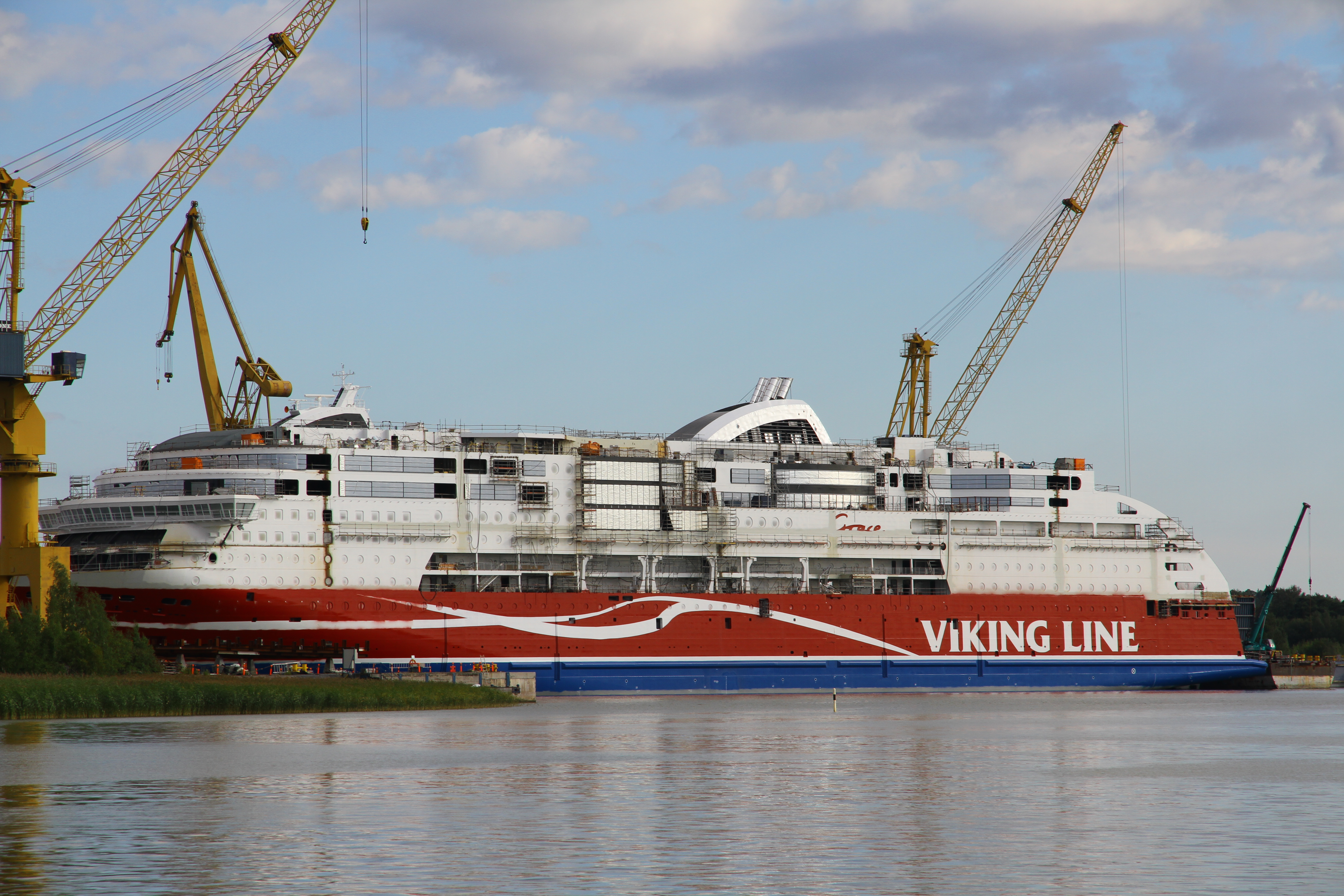
Il Viking Grace in costruzione a Perno nel 2012.

Dal marzo del 2013 viene regolarmente rifornito di GNL dalla bettola Seagas durante le soste a Turku.
Il 19 aprile 2014, durante la navigazione nei pressi di Kappelskär, viene speronato da una piccola imbarcazione passeggeri, causando l'affondamento di quest'ultima. Tre passeggeri della barca, finiti in mari, vennero soccorsi dagli abitanti della vicina Marö.
L'11 gennaio 2017 entra in collisione con la banchina durante le manovre di ormeggio, riportando lievi danni sul lato sinistro.
Dal 22 gennaio 2018 opera nei collegamenti tra Turku, Långnäs, Mariehamn e Stoccolma. Successivamente, dal 21 marzo al 28 maggio 2020, lo scalo a Mariehamn viene soppresso.

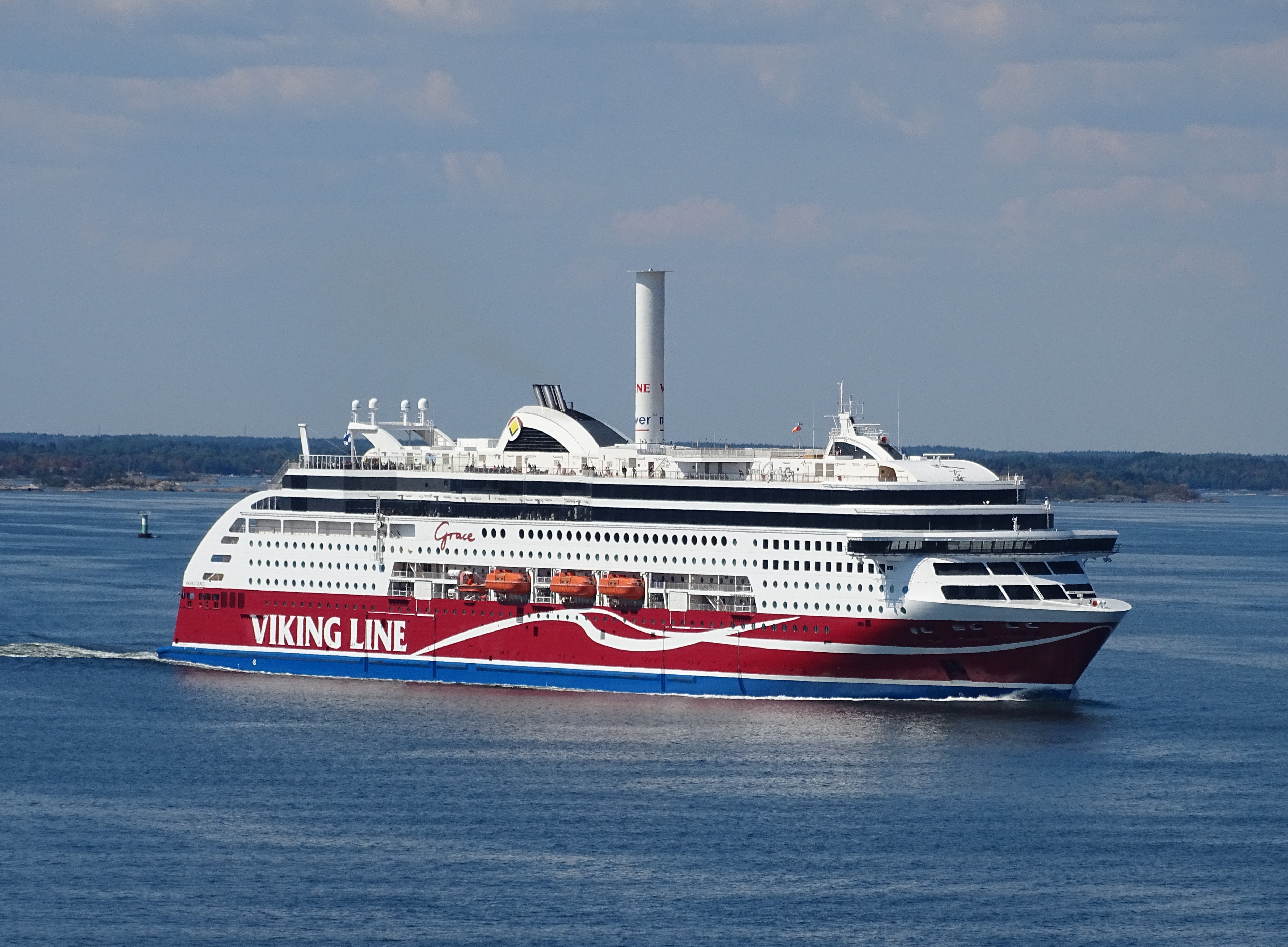
Il Viking Grace in arrivo a Stoccolma nel 2018.

Il 21 novembre 2020, durante l'evoluzione a Mariehamn, tocca il fondo e si incaglia a causa del forte vento. Mobilitate le autorità, nella notte viene assistito dai rimorchiatori Zeus Of Finland e Kraft, riuscendo tuttavia a disincagliarlo. Il traghetto, parzialmente danneggiato dopo l'incidente, viene trasferito nel cantiere navale Turku Shiprepair di Turku e sottoposto alle necessarie riparazioni. Dal 29 novembre torna regolarmente in servizio sulla Turku-Långnäs/Mariehamn-Stoccolma, dove opera tutt'oggi in coppia con il Viking Glory.